# Monasterio de Santa María (Carracedo)
El monasterio de Santa María de Carracedo es una antigua abadía, ya exclaustrada, fundada en el siglo X y perteneciente a las órdenes benedictina y, posteriormente, cisterciense. Se ubica en Carracedo del Monasterio, municipio de Carracedelo, en la comarca de El Bierzo, provincia de León, Castilla y León, España, cercano al Camino de Santiago en el tramo Ponferrada-Villafranca del Bierzo.
Objeto de diversas reformas arquitectónicas a lo largo de su historia y en tiempos modernos víctima del abandono, el resultado actual es un monumento semiarruinado (aunque rehabilitado para su visita) que aúna diversos estilos, destacando los elementos románicos, cistercienses y protogóticos, correspondientes a los siglos XII y XIII. El conjunto comprende las dependencias monásticas propiamente dichas y el Palacio real. Actualmente es sede del Museo del Císter y del Monacato berciano, que depende del Instituto Leonés de Cultura.

## Historia

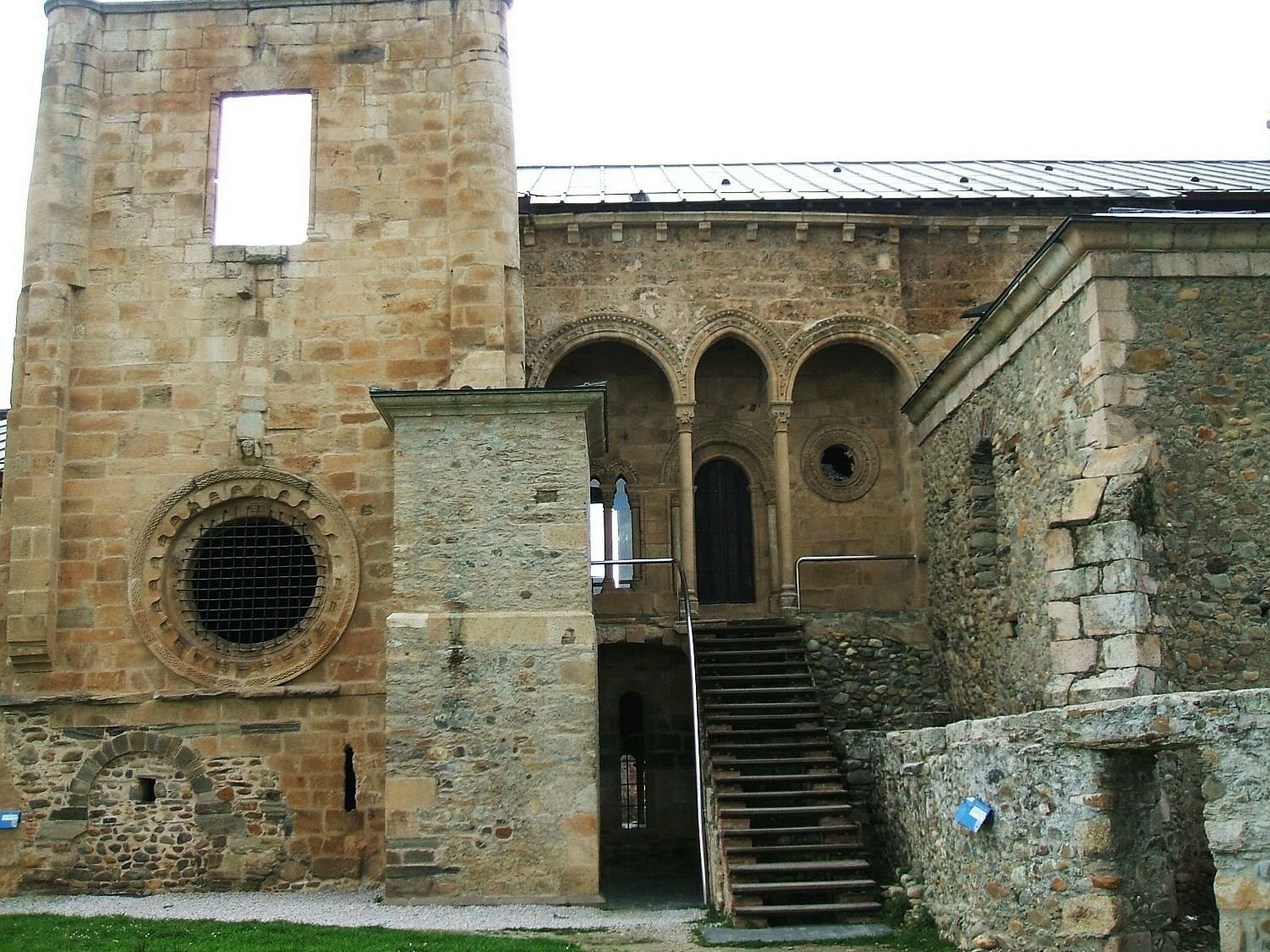
Monasterio de Santa María

El cenobio fue fundado hacia el año 990 por Bermudo II, rey de León, con el objetivo principal de brindar refugio a monjes huidos de las incursiones y conquistas del caudillo musulmán Almanzor en tierras leonesas. El monarca donó unos terrenos de su villa de Carracedo, al paso del río Cúa, a los monjes benedictinos para que edificaran allí un monasterio bajo la advocación de San Salvador.

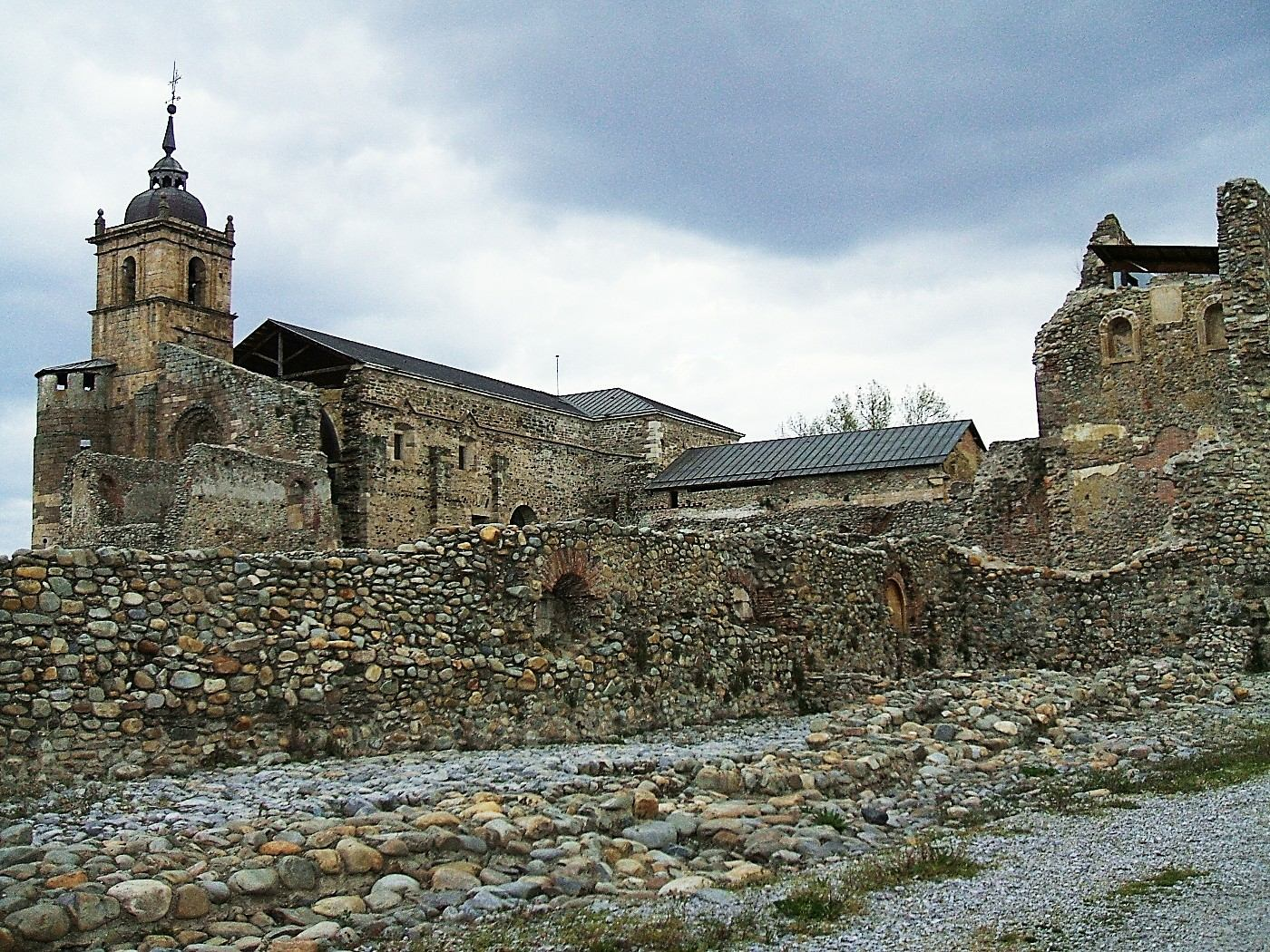
Panorámica del monasterio

En 997 el monasterio de San Salvador corrió la misma suerte que otros lugares de la provincia, siendo prácticamente destruido por Almanzor en el curso de la gran aceifa que tenía como objetivo devastar Santiago de Compostela. Al quedar arruinado, el monasterio no pudo acoger los restos de Bermudo II tras su muerte en 999, tal como éste había dejado dispuesto en su testamento y posiblemente fue enterrado en Villabuena. El primitivo cenobio se sumió en una penumbra de más de un siglo de duración, a caballo entre el abandono y una precaria actividad monástica. Este período, del que apenas se tienen noticias, se prolongó hasta bien entrado el siglo XII.

En 1138 la infanta-reina Sancha Raimúndez, hermana de Alfonso VII el Emperador, dispuso la restauración del monasterio de San Salvador, haciendo venir para tal fin a los monjes del vecino Monasterio de Santa María de Valverde, en las inmediaciones de Corullón, encabezados por el abad Florencio. Al vivir en él durante largas temporadas, la infanta Sancha Raimúndez convirtió el monasterio en Palacio Real.

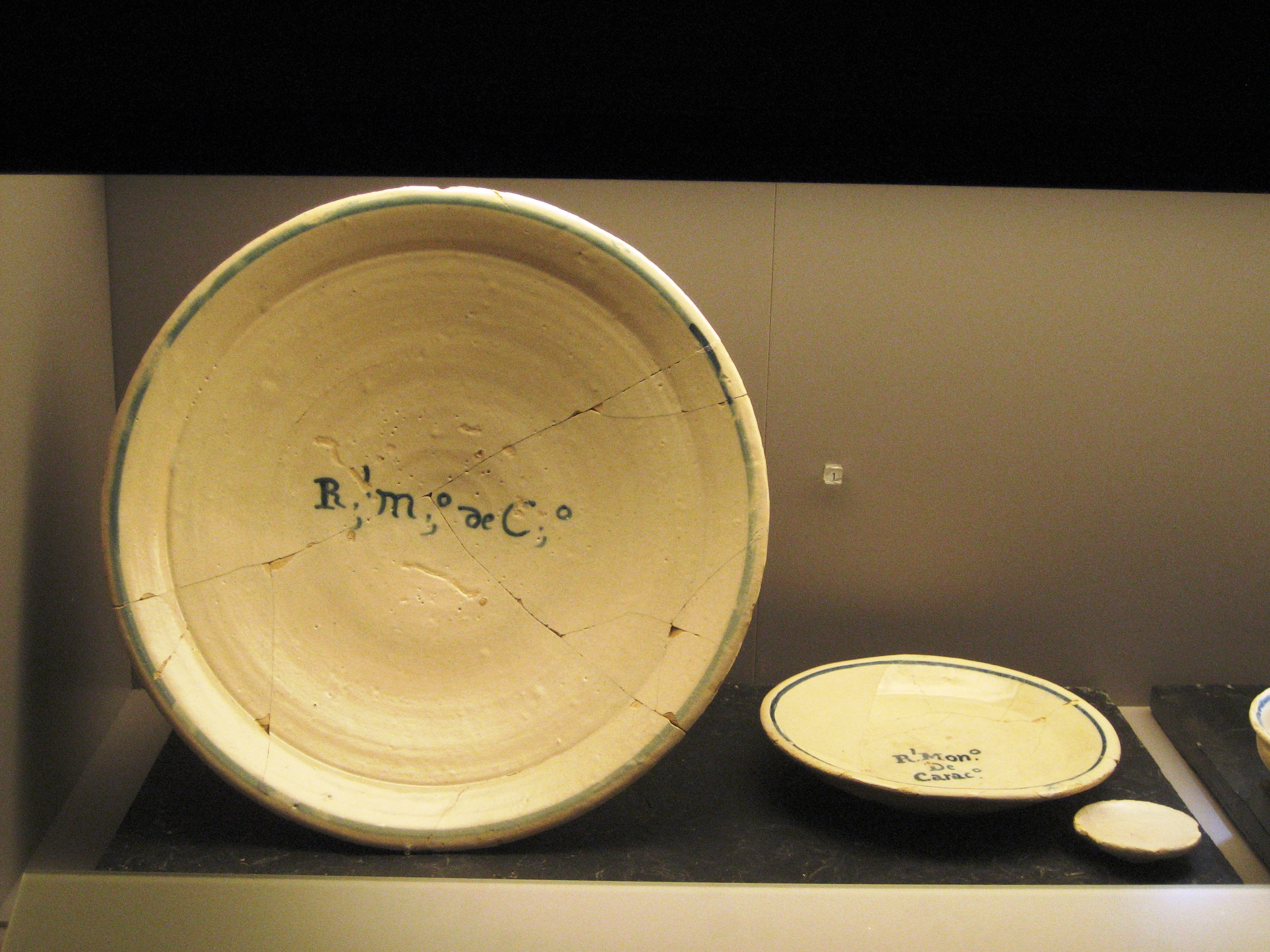
Platos de la vajilla del monasterio

Objeto de sucesivos privilegios y donaciones de concesión regia, San Salvador fue prosperando, hasta convertirse en una abadía con autoridad jurisdiccional sobre una decena de monasterios benedictinos en tierras de León, Galicia, Asturias y Zamora, y con control económico sobre decenas de granjas, viñedos, molinos y otros centros de producción agropecuaria. En 1203 la comunidad abandonó los hábitos negros benedictinos y tomó los blancos de la Orden del Císter, pasando a ser, junto con todos los monasterios españoles que regentaba, una filiación de la abadía francesa de Cîteaux, primera casa madre de la orden. También, cambió de advocación, pasando a llamarse monasterio de Santa María de Carracedo.
En el siglo XIV Carracedo entró en una crisis material y espiritual, a la que puso término en 1505 su adhesión a la Congregación Cisterciense de Castilla. Esta mudanza supuso la recuperación del verdadero espíritu monacal, perdido en los años en que el monasterio estuvo gestionado por abades comendatarios y sometido al arbitrio de nobles laicos en régimen de encomienda.
A principios del siglo XIX comenzaron unas obras de ampliación que quedaron detenidas con el estallido de la Guerra de la Independencia en 1808. Desamortizado en 1835, entró en una etapa de abandono, pillaje y ruina que no se detuvo hasta 1988, momento en que la Diputación Provincial de León, propietaria con el obispado astorgano del monasterio, emprendió la restauración y consolidación de las partes del edificio que se mantenían en pie, labor que concluyó en 1991. En 1929 fue declarado monumento histórico-artístico nacional y está catalogado en la actualidad como Bien de Interés Cultural (BIC).

## Descripción

### Iglesia

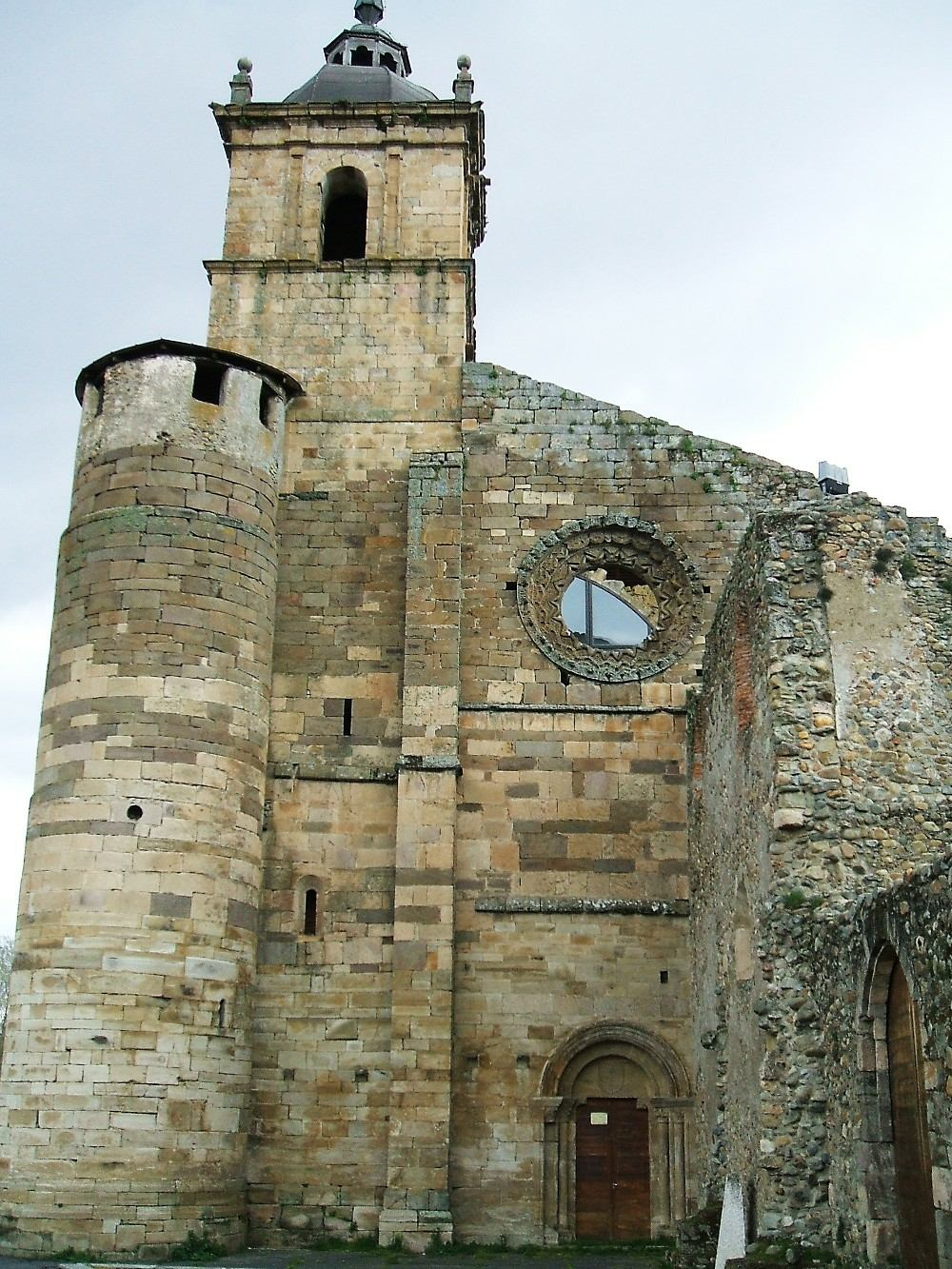
Fachada occidental de la iglesia

El primitivo templo románico-protogótico, de tres naves y triple cabecera absidial, fue casi enteramente demolido a finales del siglo XVIII para permitir la edificación, a partir de 1796, de una nueva iglesia de estilo neoclásico y de una sola nave. De la primera fábrica se conservan elementos de la nave meridional, el tramo de los pies con la fachada occidental, que presenta un óculo tardorrománico, y, adosados al costado norte, los restos recubicados de la antigua portada del transepto medieval, con dos estatuas-columnas tardorrománicas que retratarían a Alfonso VII y el abad Florencio y que sostienen un tímpano semicircular con el Pantocrátor, inserto en la mandorla mística y rodeado de los símbolos del Tetramorfos; a su lado, la capilla funeraria de los García Rodríguez de Valcárcel, gótica de los siglos XIII y XIV, que contiene las hornacinas que guardaron sus sarcófagos.

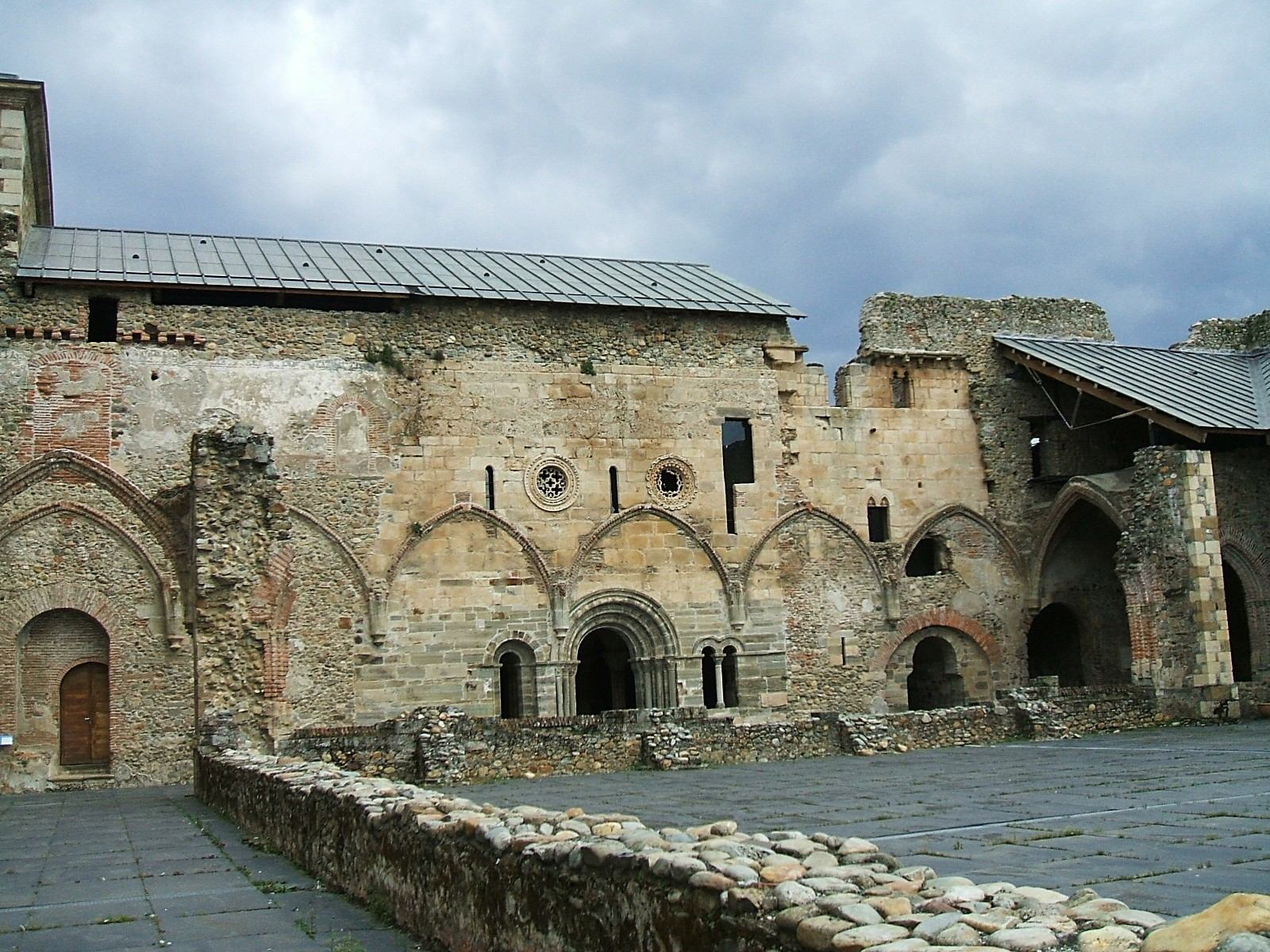
Ruina del claustro reglar

#### Planta
|  | 1. Pórtico norte; acceso al templo. 2. Nave. 3. Presbiterio y ábside. 4. Crucero. 5. Torre medieval. 6. Capilla de los Valcarce. 7. Torre-campanario. 8. Pórtico oeste. 9. Signos lapidarios. |

La planta primitiva era románica XIII a. C. de cabecera de tres ábsides semicirculares, torre en lado noroccidental y 3 naves de 5 tramos; las naves central y norte fueron demolidas en el XVIII a. C..
La iglesia actual, es cisterciense de planta cruciforme de una sola nave, rematada por ábside de cabecera semicircular con un adosado plano. Fue realizada con sillar de granito y pizarra bien tallado. Su orientación es 78° E.
El templo consta de:
- Nave (2) única de 3 tramos reforzados por contrafuertes. Se conservan los dos tramos medievales al pie del templo, separados de la zona de culto por un panel acristalado.
- Crucero (4).
- Tramo recto del presbiterio y ábside (3) con un adosado plano sin decoración.
- Capilla de los Valcarce (6). Situada al noroeste del crucero.
- Torre medieval (5) en forma de husillo, con acceso desde el interior del templo.
- Torre moderna (7) de planta cuadrada.
- Portadas en las fachadas norte y oeste. La portada de poniente (8), de arco de medio punto está formada por dos arquivoltas apoyadas en columnas de fuste liso, capiteles decorados y cimacio. El acceso al templo se efectúa por la pórtico norte (1), de estilo neoclásico.

### Claustros y dependencias anejas
Al sur del templo se sitúa el Claustro Reglar (2), reconstruido en el siglo XVI con bóvedas de terceletes en ladrillo, en torno al cual se distribuyen las distintas dependencias monacales: la Sacristía (también del XVI), la Sala Capitular (3), el locutorio (4) y el pasaje (5) hacia la huerta (ambos con bóveda del siglo XIII). La Sala Capitular presenta cubierta abovedada tardogótica del siglo XVI, aunque su portada de ingreso es románica. Se trata de un espacio cuadrangular dividido por cuatro columnas cuyos capiteles están decorados con temas vegetales y animales. En sus paredes pueden observarse hornacinas con sepulcros abaciales. Su semejanza con la sala capitular del monasterio cisterciense de Sobrado de los Monjes (La Coruña) sugiere que su cubierta original se realizó en torno a los años treinta del siglo XIII.

#### Planta del monasterio
|  | 1. Acceso actual al claustro. 2. Claustro reglar. 3. Sala capitular. 4. Locutorio. 5. Pasaje. 6. Refectorio, actual Museo. 7. Capilla de la portería. 8. Signos lapidarios. |

El claustro de la Hospedería y el llamado Tercer Patio fueron edificados entre los siglos XVII y XVIII, en épocas barroca y neoclásica. El conjunto claustral ha sido particularmente maltratado por el tiempo, no llegando hasta nuestros días más que unas escasas ruinas. Del Tercer Patio solo quedan en pie los muros del ala de novicios y un cubo-contrafuerte, construido en 1634, así como cimentaciones de la antigua sala de monjes, muy reformada en el siglo XVIII. El Claustro Reglar está también en gran parte derruido, conservándose solamente los restos de dos crujías, con las molduras de los arcos de medio punto sobre las paredes interiores, más el perímetro del antepecho de descarga interior. Completamente arruinado se halla el Claustro de la Portería, que tuvo dos pisos de arquerías.

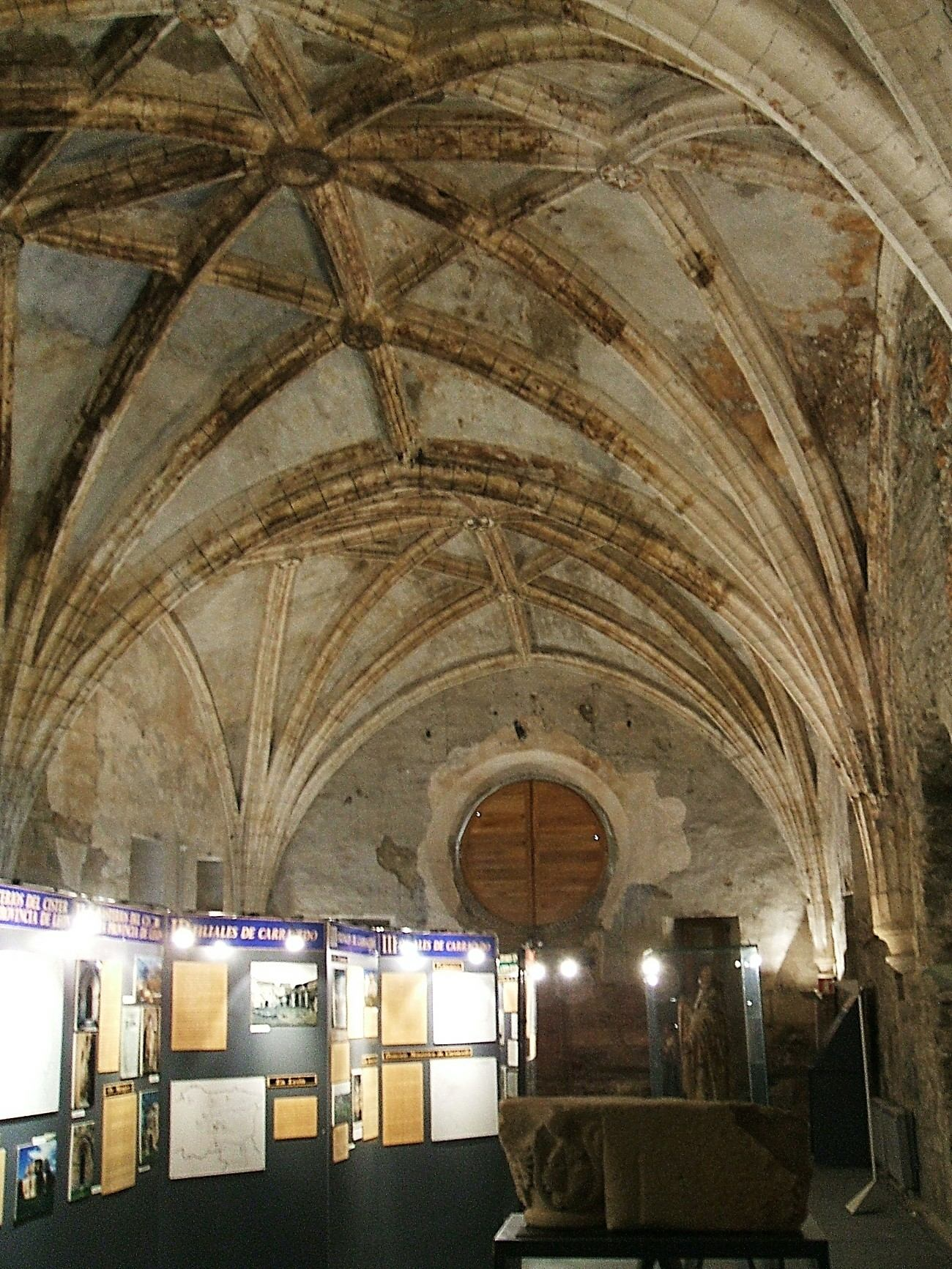
Refectorio

### Refectorio
El Refectorio (6) se ubica también en el lado de mediodía. Obra de finales del siglo XII, se trata de una de las partes del primitivo cenobio medieval que ha llegado sin drásticas alteraciones a nuestros días. Posterior, del siglo XVI, es su cubierta de crucería tardogótica con terceletes, realizada en el siglo XVI cuando en el piso superior se construyó una biblioteca abacial. Este espacio cumple hoy funciones de exposición museográfica, a modo de sala de interpretación del Monasterio, y de punto de arranque del sentido de la visita por las distintas partes del mismo, que incluyen, además de las citadas dependencias claustrales, la Capilla de la Portería (siglo XVI), los restos de la escalera principal de época moderna, la bodega, la cocina (siglo XVII), la despensa o cilla, las estancias del monje cillero y la biblioteca dieciochesca, que conserva parte del entablado original y donde se ha instalado un lote de libros recuperado recientemente. Se compone de obras impresas de los siglos XVI, XVII y XVIII con títulos de filosofía, diccionarios, traducciones de obras clásicas, historias de la Orden del Cister, tratados de geometría y obras literarias. También se muestra una colección fotográfica de Juan Crisóstomo Torbado que recoge el estado del monasterio en 1926.

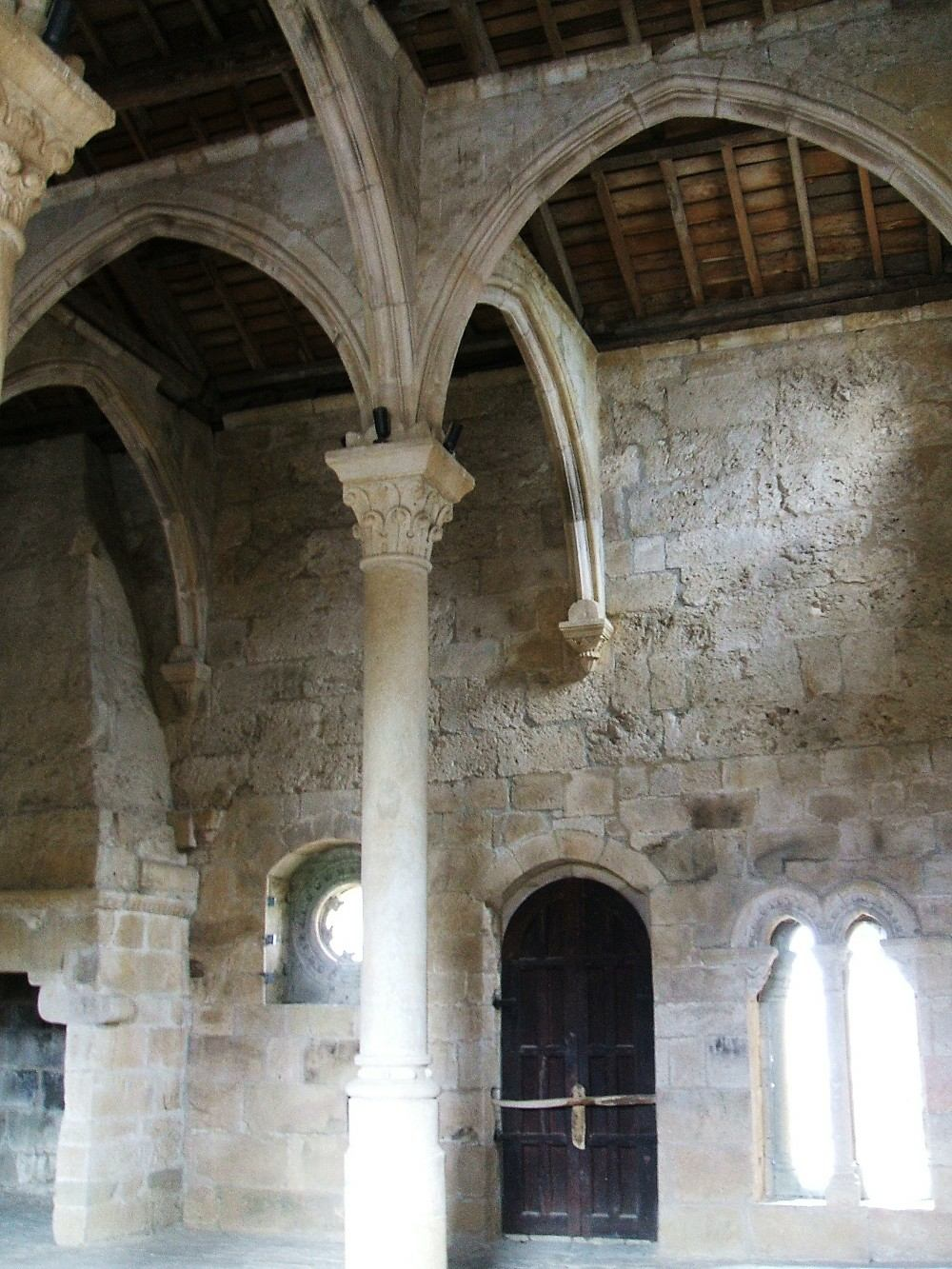
Cocina de la Reina

### Palacio real y mirador de la Reina
Sobre la sala capitular y el locutorio se halla un conjunto de estancias del siglo XIII conocido como el 'Palacio real', que parece fue residencia de la infanta-reina Sancha Raimúndez, hermana de Alfonso VII el Emperador.
La dependencia exterior se conoce con el nombre del 'Mirador de la Reina' (2), una terraza cubierta, que constituye uno de los puntos más atractivos y la imagen más conocida del cenobio por su artística galería de tres arcos, apuntado y más estrecho el central, y de medio punto los de los lados, que sostienen dos delicadas columnas de fuste liso con capiteles vegetales, y que decoran sendas roscas molduradas. A esta terraza se accede hoy desde el exterior por una escalera funcional.
La terraza-mirador da ingreso a la llamada 'Cocina de la Reina' (2), una sala cuadrangular iluminada por ventanas y óculos de fina tracería, con cuatro columnas sobre altos plintos y arcos apuntados que soportaron una armadura de madera con bóveda central ochavada y decorada con escudos y dragones. Se completa con una gran chimenea y una salida a la huerta por medio de una elegante arquería. El regusto nobiliar de esta sala, cuya factura parece más propia del siglo XIV, la constancia de dos fases constructivas diferentes y la presencia de la chimenea la alejan de su función como dormitorio de monjes, que pudo haber tenido originalmente, y la aproximan a un uso como sala de audiencia del abad o incluso como estancia noble. En el siglo XVIII estuvo destinada a panera.
Desde la Cocina de la Reina se accede, por una puerta con tímpano que representa a la Virgen muerta rodeada de los apóstoles, enmarcado por una arquivolta con cinco ángeles músicos, a otra estancia que fue tardíamente archivo, pero que originalmente pudo ser el oratorio del abad (1). El habitáculo es iluminada gracias a un gran óculo y presenta bóveda nervada rematada en una clave con una figura en mandorla, que parece ser la Virgen rodeada de Tretramorfos.

#### Planta del monasterio (1.er. piso)
|  | 1. Escalera de acceso desde claustro reglar 2. Antigua Sala del Abad y Oratorio 3. Cocina de la Reina 4. Signos lapidarios |

## Marcas de cantero
Se han identificado un total de 844 signos de 126 tipos, situados en el exterior de la iglesia, torre medieval y dependencias monacales:
|  |  |
|  |  |

- Wikimedia Commons alberga una categoría multimedia sobre Marcas de cantero en el monasterio de Santa María de Carracedo (León).

## Galería de imágenes

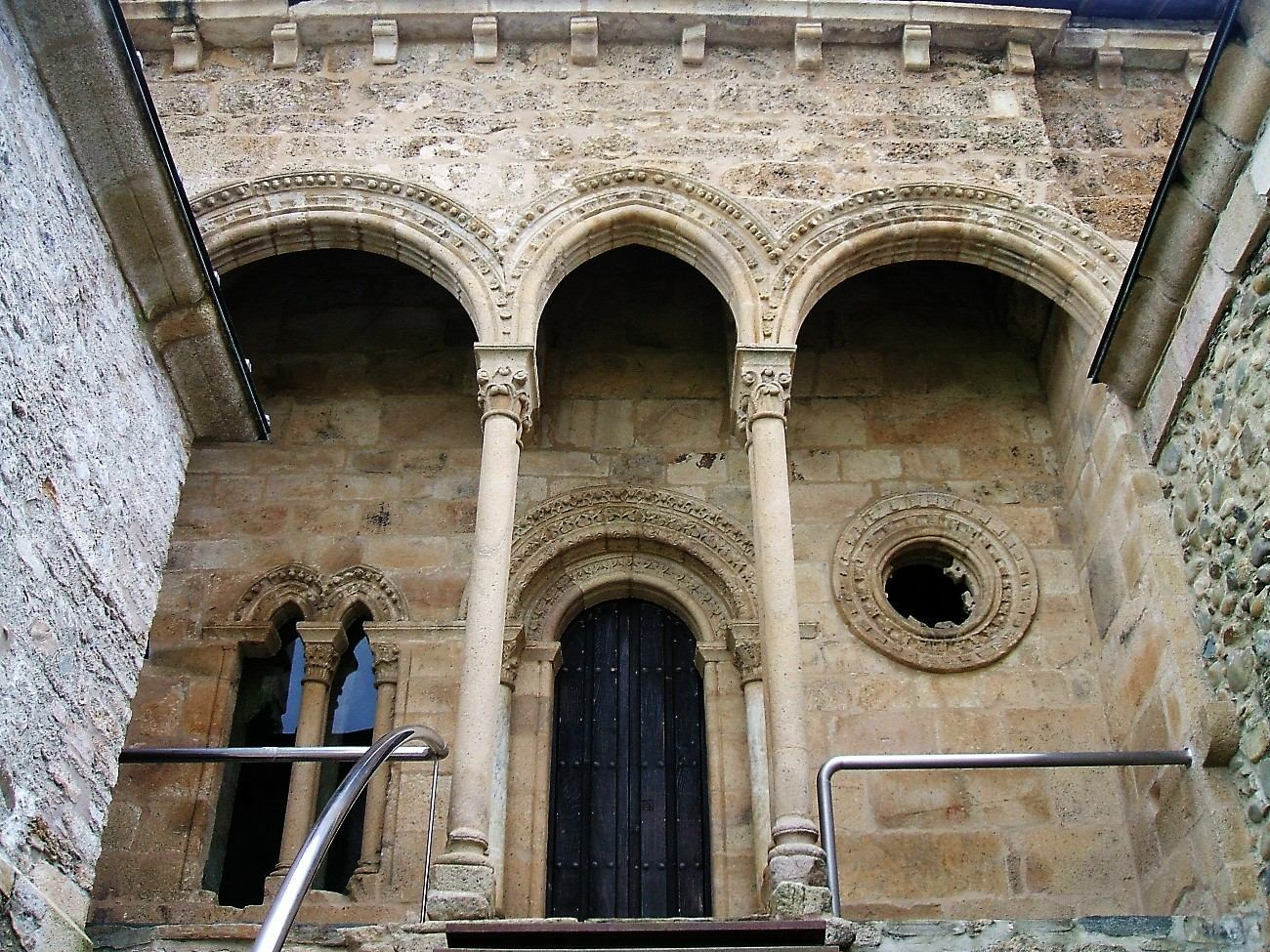
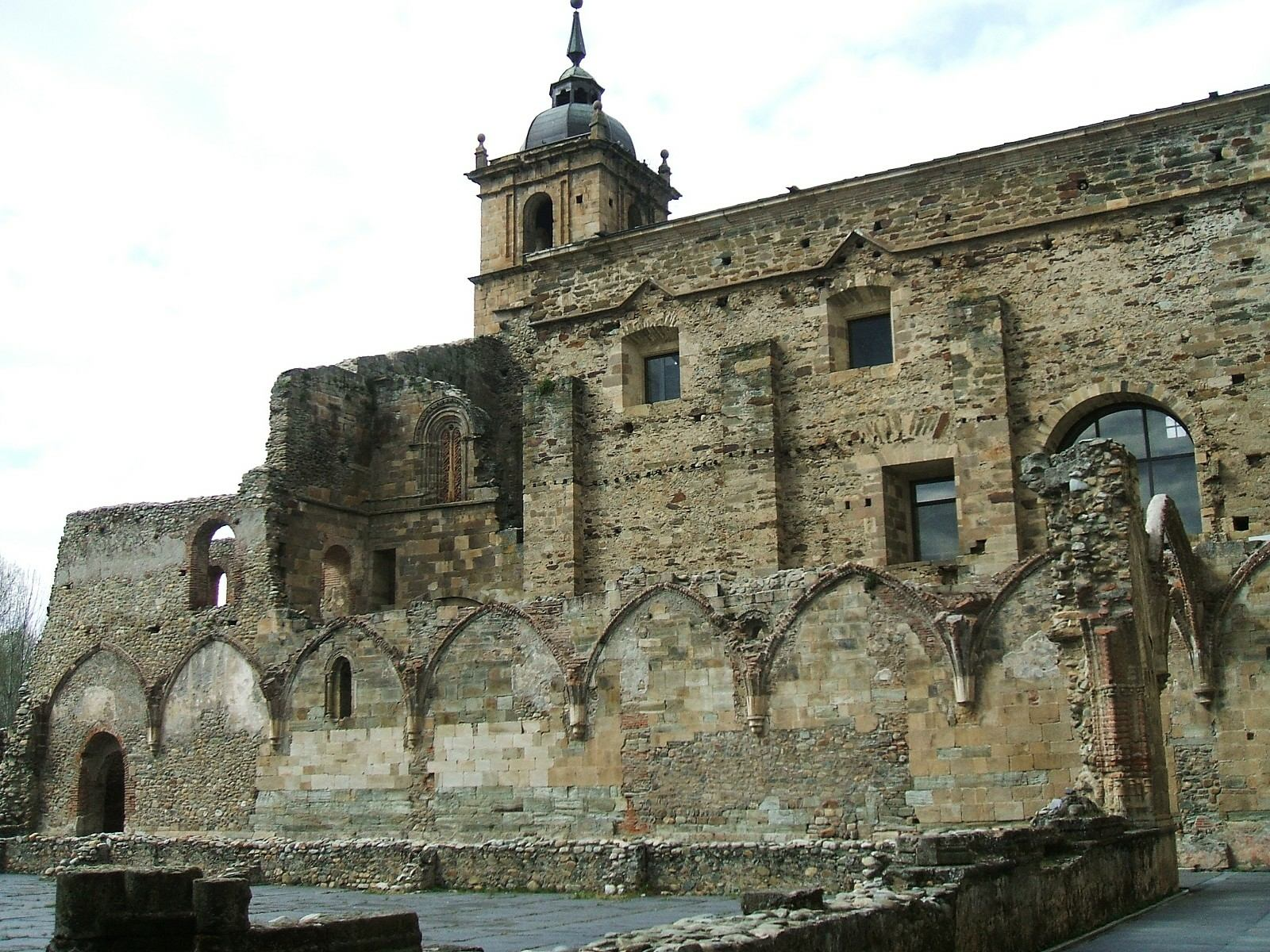
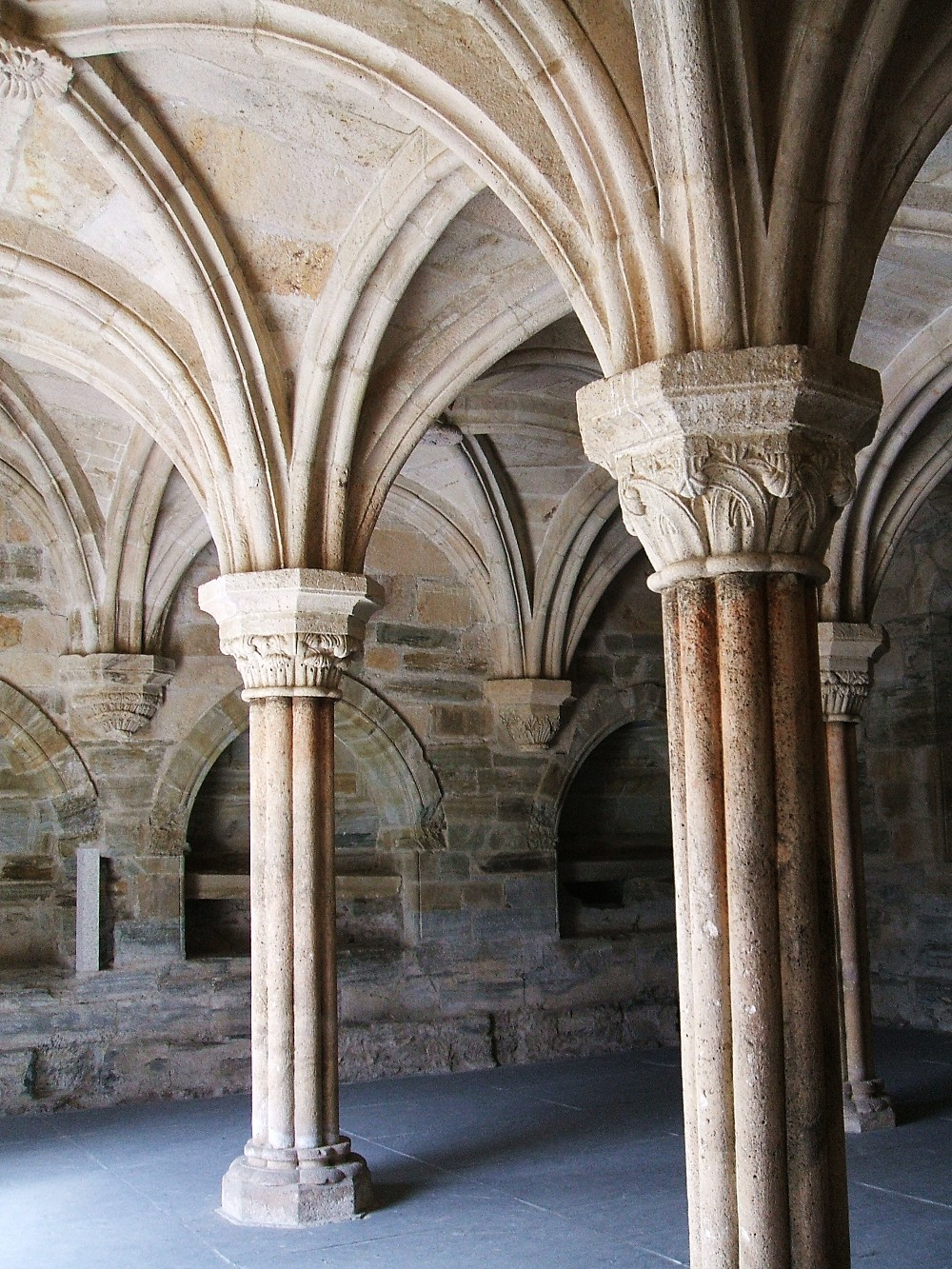
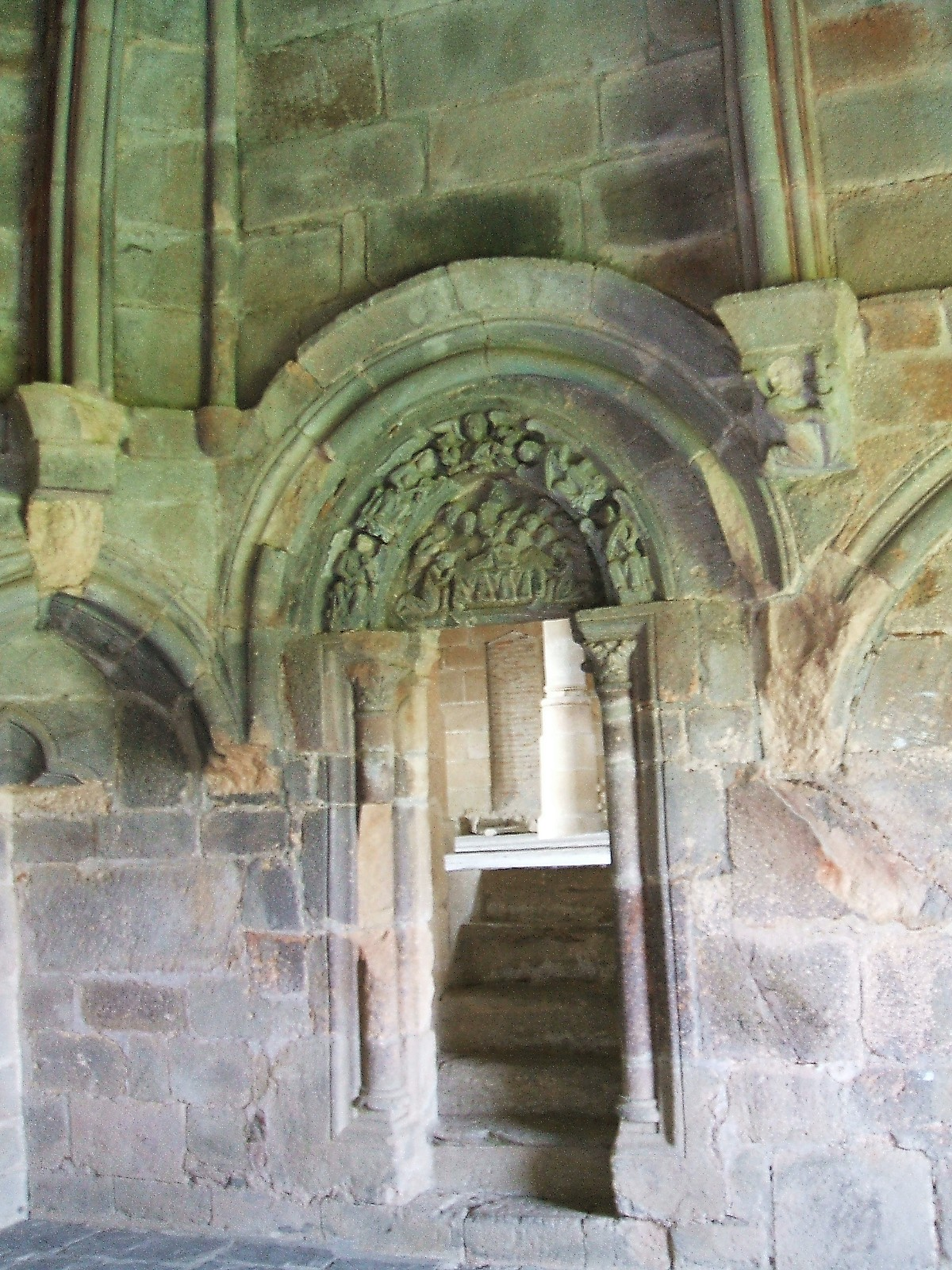